# Ivdelina
Ivdelina es un género de foraminífero bentónico de la familia Tuberitinidae, de la superfamilia Parathuramminoidea, del suborden Fusulinina y del orden Fusulinida. Su especie tipo es Ivdelina elongata. Su rango cronoestratigráfico abarca desde el Lochkoviense hasta el Emsiense (Devónico inferior).

## Discusión
Clasificaciones más recientes incluirían Ivdelina en el suborden Parathuramminina, del orden Parathuramminida, de la subclase Afusulinina y de la clase Fusulinata.

## Clasificación
Ivdelina incluye a la siguiente especie:
- Ivdelina elongata †

Otra especie considerada en Ivdelina es:
- Ivdelina multicamerata †, aceptada como Orientina multicamerata